# Koptische Sankt-Markus-Kathedrale Azbakeya
Die Koptisch-Orthodoxe Sankt-Markus-Kathedrale im Kairiner Stadtteil Azbakeya war von 1800 bis 1971 der Sitz des koptischen Papstes.
Wegen der einflussreichen Position des Kopten Ibrahim El-Gohary in der Regierung und seines großen Gefallens an den moslemischen Herrschern war er dazu fähig, Fatwas zu erlassen, die es Kopten genehmigte, zerstörte Kirchen und Klöster wieder zu errichten. Dies war von besonderer Bedeutung, da es bis dahin Kopten nicht erlaubt war, neue Kirchen zu erbauen oder alte Kirchen zu renovieren, solange sie keine offizielle Regierungsgenehmigung erhielten – was sehr selten erteilt wurde.
Eine der ersten Kirchen, die er erbaute, ist die Koptisch-Orthodoxe Sankt-Markus-Kathedrale in Azbakeya in der ägyptischen Hauptstadt Kairo, der von seinem Bruder vollendet und 1800 von Papst Markus VIII. eingeweiht wurde. Von da an diente die Kathedrale bis 1971 als der Sitz des Koptisch-Orthodoxen Papstes von Alexandrien, zuvor war dies die Sankt-Marien-Kirche von Harat ar-Rum gewesen.
Ibrahim El-Gohary spendete auch viele Stiftungen für Gutsländer und Geld für den Wiederaufbau und kam auf 238 Stiftungsgelder, was im koptisch-orthodoxen Patriarchat dokumentiert ist.